# Lugana
Il Lugana è un vino DOC la cui produzione è consentita nelle province di Brescia e Verona.
Il nome della denominazione deriva dalla località omonima sita nel comune di Sirmione in Provincia di Brescia.

## Caratteristiche organolettiche
Lugana
- colore: paglierino o verdolino con tendenza al giallo leggermente dorato con l'affinamento
- odore: delicato, gradevole e caratteristico
- sapore: fresco, morbido, armonico, con eventuale leggera percezione di legno, leggermente fruttato

Lugana superiore
- colore: paglierino o verdolino, con tendenza al giallo dorato con l'invecchiamento
- odore: delicato, gradevole, caratteristico
- sapore: morbido, da secco all'abboccato, armonico, corposo, con eventuale leggera percezione di legno

Lugana riserva
- colore: paglierino, con tendenza al giallo dorato con l'invecchiamento
- odore: delicato, gradevole, caratteristico
- sapore: secco, morbido, da secco all'abboccato, armonico, corposo, con eventuale percezione di legno

Lugana Vendemmia Tardiva
- colore: giallo dorato con tendenza all'ambrato all'invecchiamento
- odore: intenso, gradevole, caratteristico
- sapore: armonico, vellutato, dall'amabile al dolce, di corpo, con eventuale percezione di legno

Lugana spumante
- spuma: fine e persistente;
- colore: paglierino più o meno intenso con eventuali riflessi dorati
- odore: fragrante con sentore di fruttato quando è spumantizzato con il metodo Charmat; bouquet fine composto proprio della fermentazione in bottiglia quando è spumantizzato con il metodo classico
- sapore: fresco, sapido, fine ed armonico

## Vitigno e disciplinare
La base ampelografica della denominazione Lugana è il Turbiana ovvero il Trebbiano di Lugana.
La revisione 2011 del disciplinare ha introdotto, oltre ai già esistenti  Lugana spumante e Lugana superiore, anche le nuove versioni:
- Lugana Riserva (due anni di invecchiamento, a differenza di un anno del superiore);
- Lugana Vendemmia Tardiva (a differenza di un passito le uve appassiscono leggermente e naturalmente in pianta; l'affinamento è di 12 mesi)[1].

Fin dalla nascita, la versione base del Lugana (il Lugana senza altre menzioni) è concepito per essere il vino dell'annata ovvero quello che si beve già a partire da pochi mesi dall'ultima vendemmia.
Mentre quasi tutti i Lugana base esaltano freschezza e immediatezza, il Lugana superiore ha doti di grande vino bianco morbido, minerale, agrumato e persistente. Il riserva è "cremoso", con netti ricordi di tostature e finale sapido.
Lo spumante "metodo charmat" è solitamente semplice ma assai piacevole, mentre le migliori versioni "metodo classico" spesso non hanno niente da invidiare al "cugino" Franciacorta.
Il "vendemmia tardiva", nonostante la sua componente alcolica e la consistenza, è davvero una perla in fatto di aromaticità e facilità di beva. Un vino che può ricordare alcuni Alsace Pinot gris Vendange Tardive.
Il Lugana, grazie alla naturale alta acidità del Turbiana unita alla mineralità del terroir del basso Garda, è un vino bianco con ottime doti di invecchiamento.

## Storia
Il vino Lugana è prodotto nella zona del basso Garda, su un particolare terreno molto argilloso, residuo delle ultime glaciazioni, ossia la base del ghiacciaio che scomparendo diede origine al lago di Garda. Questa parte dell'area gardesana è famosa anche per le testimonianze di insediamenti che risalgono all'età del bronzo, con reperti archeologici databili fino al bronzo antico. La zona fu molto importante anche durante il periodo romano, in quanto era il passaggio naturale tra est ed ovest. Reperti romani sono presenti in tutta l'area. Il periodo delle Signorie vide in particolare primeggiare la signoria della Scala le cui vestigia più importanti si trovano a Sirmione (il castello scaligero) e a Peschiera del Garda (ruderi del castello e della Rocca fortificata su base romana). Seguirono il periodo veneziano (1440 - 1797) (città fortificata di Peschiera del Garda e altro),  il periodo francese e quello absburgico fino al 1860 circa. L'area passò definitivamente al regno d'Italia  dopo la seconda guerra d'indipendenza.

## Abbinamenti gastronomici
Il Lugana è indicato come aperitivo, con la pizza e il pesce di lago (trota, persico, lavarello). Ottimo con gli antipasti.
Il Lugana superiore può essere abbinato a primi piatti di pasta con sughi elaborati (4 formaggi ad esempio), con la scaloppina di vitello, con formaggi tipo robiola.
Il Lugana riserva è ottimo con il formaggio alla piastra e il manzo di Rovato.
Il Lugana spumante charmat è indicato come aperitivo. Quello prodotto con il metodo classico si può degustare con i casoncelli bresciani.
Il Lugana vendemmia tardiva è perfetto con il gorgonzola, ma anche con la bruschetta di alici nonché con i biscotti di farina gialla (poco dolci).

## Produzione
Provincia, stagione, volume in ettolitri
- Brescia (1990/91) 21220,0
- Brescia (1991/92) 20677,0
- Brescia (1992/93) 28310,0
- Brescia (1993/94) 25456,0
- Brescia (1994/95) 26877,64
- Brescia (1995/96) 22123,8
- Brescia (1996/97) 31843,18
- Verona (1990/91) 7776,59
- Verona (1991/92) 6651,58
- Verona (1992/93) 7402,65
- Verona (1993/94) 7474,02
- Verona (1994/95) 5799,53
- Verona (1995/96) 5543,75
- Verona (1996/97) 6157,31